# پایداری در نیوزیلند
اهمیت پایداری در نیوزیلند به‌طور فزاینده‌ای مورد توجه قرار گرفته است و دولت گام‌هایی را برای ترویج شیوه‌های پایدار برداشته است.

## تاریخچه
در طول دوره نسبتاً کوتاه سکونت انسان در نیوزیلند، تغییرات قابل توجهی در محیط طبیعی آن ایجاد شده است. در حالی که برخی افراد و سازمان‌ها مسائل زیست‌محیطی را برجسته کرده‌اند، واکنش‌های دولت در سطوح مرکزی و محلی در ابتدا موردی و موردی بود. پایداری به عنوان یک مفهوم کلیدی از جنبش زیست‌محیطی ظهور کرد که در دهه ۱۹۶۰ به یک نیروی اجتماعی و سیاسی متمایز تبدیل شد. در سال ۱۹۷۲، حزب ارزش‌ها تشکیل شد و به اولین حزب سبز در سطح ملی در جهان تبدیل شد.
دولت نیوزیلند از آن زمان تاکنون قوانینی را برای گنجاندن اصول پایداری در قانون وضع کرده است، که مهم‌ترین آنها قانون مدیریت منابع ۱۹۹۱ است. این قانون برجسته، اولین قانونی بود که صراحتاً اصل پایداری را پذیرفت.
در سال ۲۰۰۳، دولت برنامه اقدام توسعه پایدار را معرفی کرد. در همان سال، برنامه Govt <sup id="mwIw">3</sup> آغاز شد اما بعداً در مارس ۲۰۰۹ متوقف شد.
همانند بسیاری از کشورهای دیگر، تقاضا برای محصولات و خدمات پایدار رو به افزایش بوده و برخی از کسب‌وکارها را بر آن داشته تا به این بازار توجه کنند. در مارس ۲۰۰۷، وست‌پک اولین بانک نیوزیلندی بود که وام مسکن «سبز» ارائه داد.
همچنین درخواست‌های فزاینده‌ای برای رشد سبز، مدلی از توسعه اقتصادی که از منابع طبیعی به شیوه‌ای پایدار استفاده می‌کند، وجود داشته است. وزارت توسعه اقتصادی، گروه مشاوره رشد سبز را تأسیس کرد، در حالی که گروه لابی Pure Advantage در ژوئیه ۲۰۱۱ برای حمایت از سیاست‌های اقتصادی پایدار تشکیل شد. در سال ۲۰۱۲، شرکت Pure Advantage گزارشی منتشر کرد که در آن از نیوزیلند خواسته شده بود تا عملکرد زیست‌محیطی و اعتبار جهانی خود را افزایش دهد.
با وجود تصویر سبز نیوزیلند، رتبه‌بندی‌های زیست‌محیطی این کشور، از جمله شاخص عملکرد زیست‌محیطی دانشگاه ییل، نشان داده است که این کشور به‌طور مداوم در حال بهبود پایداری نیست.

## نقاط قوت
پاول گیلدینگ، مشاور، نویسنده و سخنران تجارت بین‌الملل، معتقد است که دامداران نیوزیلندی به دلیل استفاده از سیستم‌های تغذیه دام با مراتع، در مقایسه با سیستم‌های تغذیه دام با غلات که معمولاً در ایالات متحده استفاده می‌شود، نسبت به دامداران سایر کشورها مزیت قابل توجهی دارند. به گفته گیلدینگ، یکی دیگر از مزایای آن، شهرت بین‌المللی نیوزیلند به عنوان یک کشور پاک و سبز است - حداقل در مقایسه با بسیاری از کشورهای دیگر. گیلدینگ گفت: «با افزایش تقاضا برای غذای پاک و سبز، وضعیت لبنیات نیوزیلند بهتر می‌شود.»

## اندازه‌گیری پیشرفت
در سال ۲۰۰۲، مجموعه‌ای از توصیه‌ها در مورد شاخص‌های پایداری ارائه شد. پیشنهاد شد که ردپای اکولوژیکی به عنوان یک شاخص مقرون به صرفه و به راحتی قابل فهم و در دسترس عموم مردم مورد استفاده قرار گیرد.

## بخش‌ها
آگاهی زیست‌محیطی در نیوزیلند رو به افزایش است و تلاش‌های داوطلبانه برای اتخاذ شیوه‌های پایدارتر، این روند را منعکس می‌کند.

### ضایعات
کیسه‌های خرید سوپرمارکتی به عنوان وسیله‌ای برای کاهش ضایعات مورد هدف قرار گرفته‌اند.

### بهره‌وری و صرفه‌جویی در انرژی
دوچرخه‌سواری EECA حمل و نقل عمومی

## پایداری در شیوه‌های کشاورزی
اگرچه کشاورزی تنها ۷ درصد از تولید ناخالص داخلی نیوزیلند را تشکیل می‌دهد، اما محصولات کشاورزی همچنان یکی از بزرگ‌ترین صادرات این کشور هستند. در حالی که نیوزیلند در تلاش برای پایدارتر شدن است، چالش‌هایی مانند تخریب کیفیت آب، انتشار گازهای گلخانه‌ای و از بین رفتن تنوع زیستی ناشی از تشدید دامداری و سیستم‌های تک‌کشتی است. مطالعه گونزالس-اوروزکو (۲۰۲۰) از این دیدگاه پشتیبانی می‌کند و استدلال می‌کند که ثبات کشاورزی نیوزیلند به توانایی آن در سازگاری با شرایط محیطی متغیر بستگی دارد.
پرورش گوسفند یکی از صنایعی است که برای پایدارتر شدن تلاش می‌کند. این امر با اتخاذ سیستم‌های چرای چرخشی محقق می‌شود که به مراتع اجازه می‌دهد کربن را احیا و ذخیره کنند. استراتژی دیگر شامل سرمایه‌گذاری در بهبود ژنتیکی نژادهای گوسفند برای افزایش بهره‌وری و در عین حال کاهش استفاده از منابع است.

## برای مطالعهٔ بیشتر
- Clough, Peter (November 2009), "Sustainable development: Have we got our priorities right?", Working Paper, Wellington, NZ: New Zealand Institute of Economic Research, ISSN 1170-2583
- Rudzitis, Gundars; Bird, Kenton (2011), "The Myth and Reality of Sustainable New Zealand: Mining in a Pristine Land", Environment Magazine